# فیرفیلد سنتر (ایندیانا)
فیرفیلد سنتر (به انگلیسی: Fairfield Center) یک منطقهٔ مسکونی در ایالات متحده آمریکا است که در شهرستان دیکلب، ایندیانا واقع شده‌است. فیرفیلد سنتر ۲۹۴٫۱۴ متر بالاتر از سطح دریا واقع شده‌است.